# Hayato Michiue
Hayato Michiue (japanisch 道上 隼人 Michiue Hayato; * 17. Juni 1991 in der Präfektur Osaka) ist ein japanischer Fußballspieler.

## Karriere
Michiue erlernte das Fußballspielen in der Jugendmannschaft von Cerezo Osaka und der Universitätsmannschaft der Momoyama-Gakuin-Universität. Seinen ersten Vertrag unterschrieb er 2014 bei Matsumoto Yamaga FC. Der Verein spielte in der zweithöchsten Liga des Landes, der J2 League. 2014 wurde er mit dem Verein Vizemeister der J2 League und stieg in die J1 League auf. Für den Verein absolvierte er zwei Ligaspiele. 2015 wechselte er zu Azul Claro Numazu. 2017 wechselte er zu Veertien Mie. 2020 wechselte er zu FC Tiamo Hirakata.